# Aert Anthonisz.
Aert Anthonisz. (též známý jako Aert van Antum; cca. 1579/1580 Antverpy – pohřben 7. září 1620 Amsterdam) byl nizozemský malíř marin.

## Život a dílo
Narodil se v Antverpách, jeho rodiče se v roce 1591 přestěhovali do Amsterdamu, kde se 9. srpna 1603 oženil ve věku 23 let s Baycken Koetemansovou a 6. dubna 1604 se stal měšťanem. Není známo, kdo byl jeho učitelem; možná jím byl Hendrick Cornelisz. Vroom či některý z vlámských emigrantů v Amsterdamu.
Pravděpodobně patřil k nejlepším námořním malířům v Amsterdamu v prvních desetiletích 17. století, zůstal ale opomenut v dílech historiků umění a nakonec úplně zapomenut. Po svém znovuobjevení byl na základě signatur svých obrazů („AERT ANT“) znám pod jménem Aert (van) Antum,  a Aert Anthonisz. byl pokládán za jiného umělce.
Jeho díla se nachází v Rijksmuseu, National Maritime Museum, Národním muzeu ve Varšavě či v Obrazové galerii v Berlíně.
Byl otcem Hendricka van Anthonissena a dědečkem Arnolduse van Anthonissena.

## Galerie

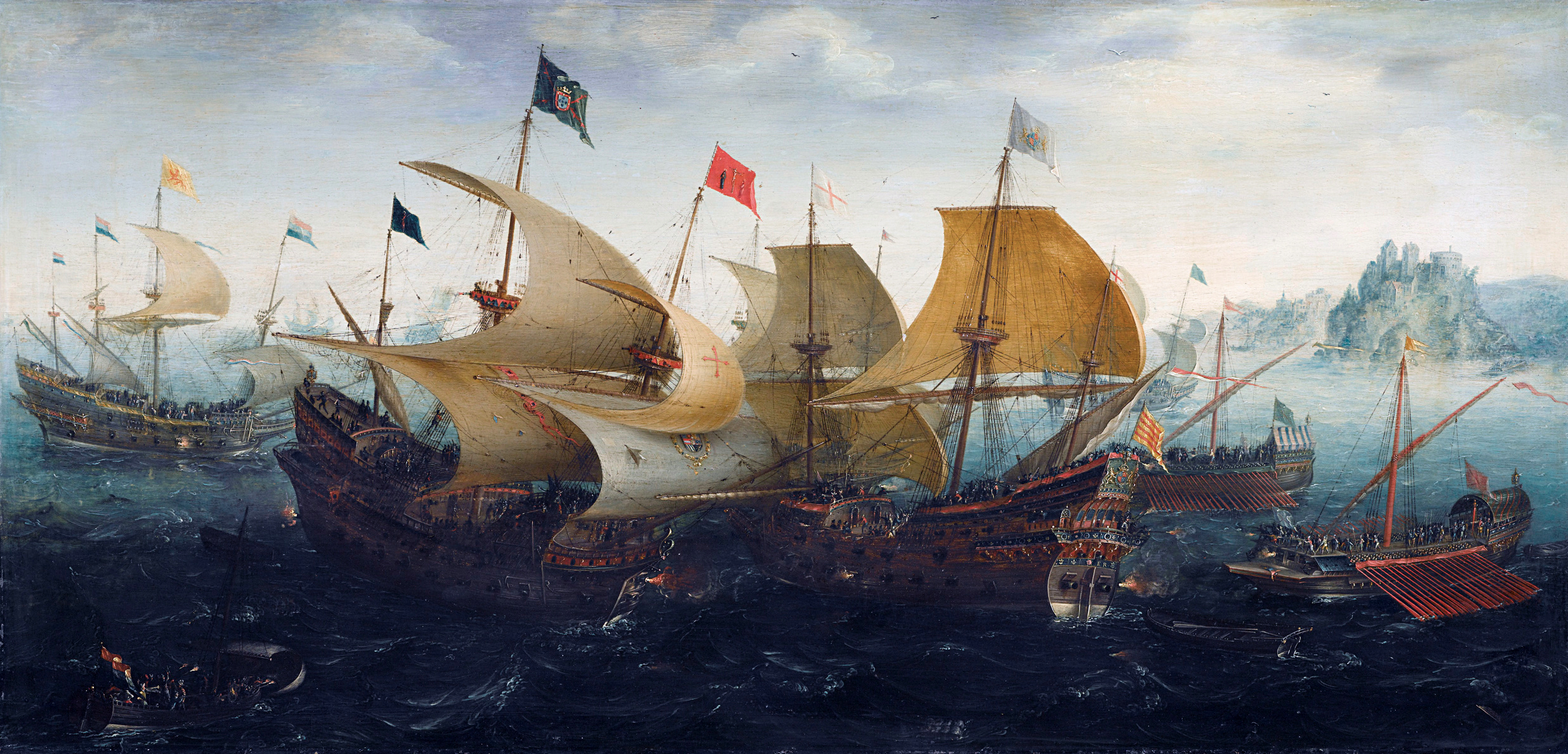
Gevecht van Hollandse en Engelse schepen tegen de Spaanse Armada, 8 augustus 1588 (Bitva holandských a anglických lodí se Španělskou Armadou, 8. srpen 1588. Datováno 1608, Rijksmuseum)
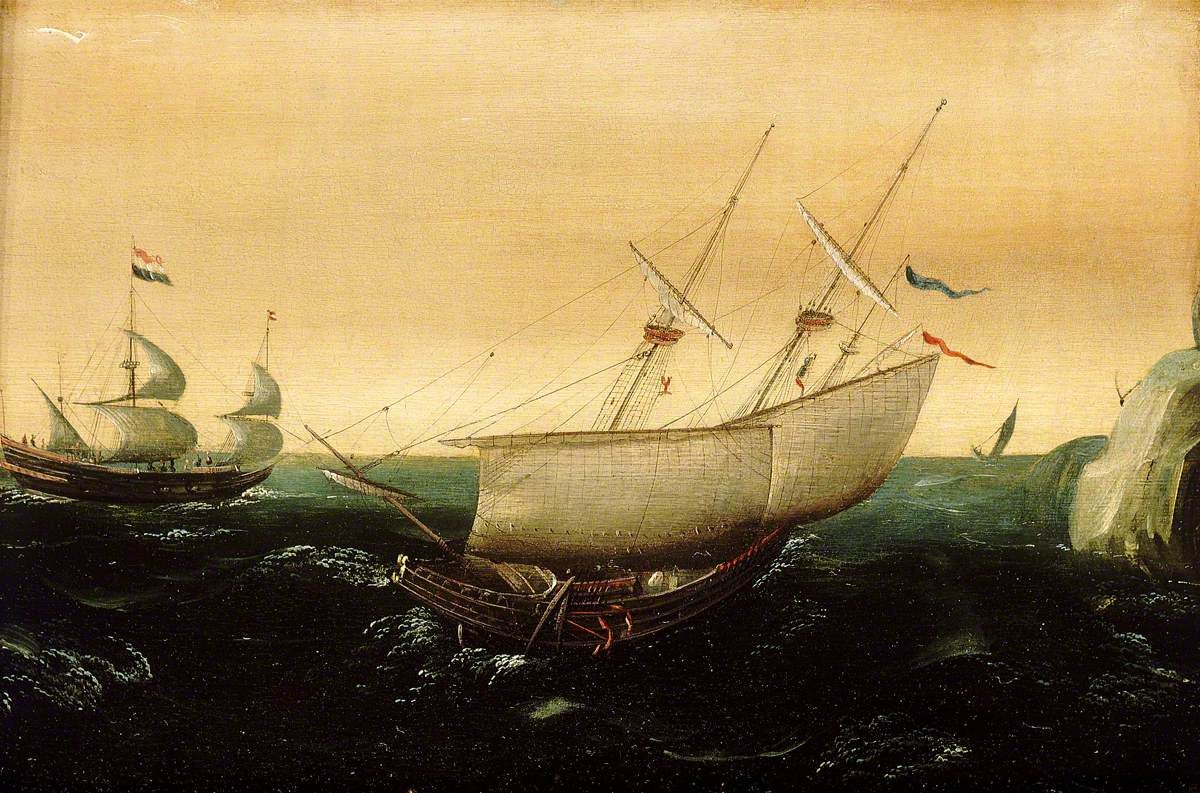
A Dutch ship close-hauled (Holandská loď plující po větru, cca. 1610, National Maritime Museum)
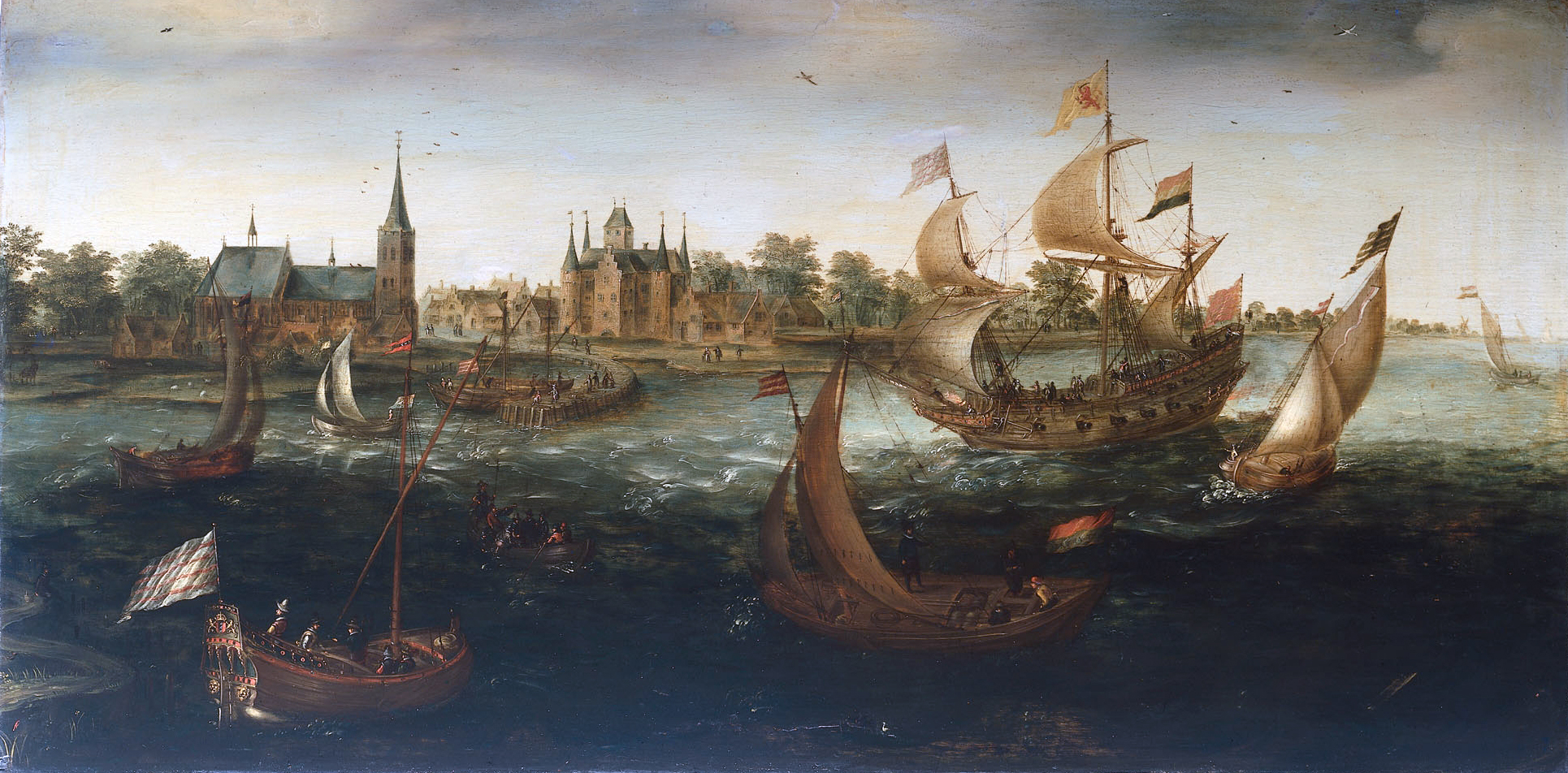
De thuiskomst te IJsselmonde, van het schip De Eendraght, na de ontdekkingstocht naar Kaap Hoorn (Návrat lodi De Eendraght do IJsselmonde po objevitelské cestě k mysu Horn, 1618, Rijksmuseum)